# Paralimna monstruosa
Paralimna monstruosa är en tvåvingeart som beskrevs av Giordani Soika 1956. Paralimna monstruosa ingår i släktet Paralimna och familjen vattenflugor. Inga underarter finns listade i Catalogue of Life.